# Liste des évêques de Bayonne
La liste des évêques de Bayonne débute en 840, à la fin du règne de l'empereur carolingien Louis le Pieux, fils de Charlemagne.
Le diocèse de Bayonne, qui correspond au département français des Pyrénées-Atlantiques, porte aujourd'hui le nom de « diocèse de Bayonne-Lescar-Oloron » (Dioecesis Baionensis-Lascurrensis-Oloronensis)

## Histoire du diocèse de Bayonne
Sous l'Ancien Régime, le diocèse de Bayonne relève de l'archidiocèse d'Auch, l'évêque de Bayonne étant le dixième suffragant de l'archevêque d'Auch.  
Le diocèse comprend alors l'archidiaconé de Labourd ou de Bayonne ; l'archidiaconé de Cize ; les vallées de Baztan et de Lérin ; les territoires d'Hernani, Saint-Sébastien et Valcarlos, en Espagne. Ces dernières possessions furent enlevées en 1566 au diocèse de Bayonne par Philippe II d'Espagne et réunies au diocèse de Pampelune.
Après le Concordat de 1801, le diocèse de Bayonne couvre trois départements : les Basses-Pyrénées, les Hautes-Pyrénées et les Landes, en raison du manque de prêtres après les années de déchristianisation (1793-1799) durant la Révolution française. Il est réduit en 1822 au département des Basses-Pyrénées. C'est un cas où le siège épiscopal n'est pas le chef-lieu du département (Pau).
Depuis le 22 juin 1909, la dénomination du diocèse est « diocèse de Bayonne-Lescar-Oloron », reprenant le nom de deux évêchés supprimés au début de la Révolution (constitution civile du clergé) et non rétablis en 1801.
Il dépend aujourd'hui de l'archidiocèse de Bordeaux.

## Liste des évêques

### Haut Moyen Âge
- vers 840 : Sedulius[1]
- † vers 890 : saint Léon Ier de Carentan[1]
- vers 980 : Arsius[2] (ou Arsivus Racha[3])

### Moyen Âge central

#### XIesiècle
- 1025-1057[4] ou 1059[5] : Raymond Ier le Vieux[2] (ou Raymundus Vetulus[3] ), qui semble être également évêque d'Oloron et  évêque de Lescar. À ce titre, il convient de noter qu'il est souvent désigné comme étant "évêque de Gascogne"[6], alors même qu'il n'a jamais existé de siège "de Gascogne".

- 1059-1063 : Raymond II le Jeune (ou Raymundus)
- vers 1065 : Guillaume Ier (ou Guilielmus[7])
- vers 1090[4] ou 1106[5]-vers 1118[5] ou 1119[4] : Bernard Ier d'Astarac

#### XIIesiècle
- vers 1120 : Garcias Ier[3] (ou Gasias[2])
- 1122-† 22 avril 1125 : Raymond III de Martres (ou Raymundus)
- 1126-1137[4] ou vers 1141[5] : Arnaud Ier Loup de Benabat[2] (ou Arnaldus Lupus Bessabut[3])
- 1137-1149[4] ou vers 1149[5] : Arnaud II Formatel[2] (ou Arnaldus Formatelle[3])
- 1150-vers 1170 : Fortaner(us) (ou Forto[8])
- 1170-1178 : Pierre Ier Bertrand d'Espelette[2] (ou Petrus Bertrandus de L'Espelette[3])
- 1179-1181[5] ou 1184[4] : Adhémar[2] (ou Ademarus[3])
- 1185-1204[5] ou 1206[4] : Bernard II de Lacarre[2] (ou de Lescarre[3])

#### XIIIesiècle
- vers 1207 : Arsivus de Navailles
- vers 1209 : Girard de la Faye (cité comme évêque de Bayonne, fondateur avec ses frères du prieuré de La Faye en Périgord)
- 1213-1224 : Raymond IV de Luc[9] (ou Raymundus)
- 1225-1229 : Guillaume II de Donzac (ou Guillielme de Donzac[10])
- 1230-1233 : Pierre II Bertrand de Sault[1]
- 1233-1257 : Raymond V de Donzac[1]
- vers 1259-1275[5] ou 1278[4] : Sanz de Uaïtze[2] (ou Sanctius[3], ou Sancha de Haites[8])
- 1279-1302 : Dominique de Manx[2] (ou Dominicus de Mans[3], ou de Mangs[8])

#### XIVesiècle
- 1303-† 1307[5] ou 1308[4] : Arnaud III Raymond de Mont[11] (ou Arnoldus Raymondus du Mont[3])
- 1309-1313[5] ou 1314[4] : Pierre III de Marenne[2] (ou Petrus de Maremne[3])
- 1315-1316 : Bernard III de Brèle[2] (ou de Villa[3])
- 1316-1318 : Pierre IV de Maslac (ou Petrus)
- 27 octobre 1318-1356[4] ou 1357[5] : Pierre V de Saint-Johan[2] (ou Petrus de Saint-Jean[3])
- 1356[4] ou 1357[5]-1361 : Guillaume III du Pin (ou Guilielmus)
- 1362[4] ou 1367[5]-1368[5] ou 1369[4] : Guillaume IV de Saint-Johan[2] (ou Guilielmus Vital de Saint-Jean[3])
- 1371[4] ou 1372[5]-1377[12] ou 1381[4] : Pierre VI d'Oriach (ou Petrus)

### Période du Grand Schisme d'Occident (1382-1417)

#### Obédience de Rome (évêques légitimes "anglais" siégeants à Bayonne)
- 1382[4] ou 1383[5]-1392 : Barthélémy de La Rivière (ou Bartholomeus d'Arribaire[13])
- 1393[4] ou 1394[5]-1405 : Garcias II Menendez[14] (ou Garsias[2])
- 1406[5] ou 1407[4]-1415 : Pierre VII du Bernet (ou Petrus Vernet[15])
- 1416-1417 : Pierre VIII de Mauloc[16] (ou Petrus de Mouloc[3])

#### Obédience d'Avignon (évêques schismatiques dits «navarrais» siégeant àSaint-Jean-Pied-de-Port)
- 1383-1384 : Pierre de Sumalaga[17]
- 1384-1409 : Garcia de Eugui[17]
- 1409-1417 : Guillaume Arnaud de Laborde[17], reconnu par le Concile de Constance après la mort de Pierre de Mauloc.

### Fin du Moyen Âge
- 1417-1444 : Guillaume V Arnaud de Laborde[2] (ou Guilielmus Arnaud de Bordes[3])
- 1444-1454 : Garcias III Arnaud de Lasègue[2] (ou Garsias[2], ou Guisier de Lexègne[3])
- 1454-28 septembre 1463[5] ou 1466[4] : Jean Ier de Mareuil[18] (ou Joannes)
- 1466[4] ou 1468[5]-1482[5] ou 1483[4] : Jean II de Laur (ou Joannes)
- 1484[4] ou 1489[5]-26 avril 1503[5] ou 1504[4] : Jean III de La Barrière[19] (ou Joannes)

### Époque moderne
- 8 juillet 1504-1519 : Bertrand Ier de Lahet
- 1520-1524 ou 1525 : Hector d'Ailly-Rochefort
- 12 février 1524[20]-16 septembre 1532 : Jean IV Du Bellay (ou Joannes), qui sera créé cardinal le 21 mai 1535.
- 1532-1551 : Étienne Poncher (ou Stephanus)
- 1551-1561[5] ou 1565[4] : Jean V des Monstiers du Fraisse[2] (ou Joannes de Monstiers de Froissac[3], ou de Fresse[8])
- 1566[4] ou 1567[5]-† 1579 : Jean VI de Sossiondo[2] (ou Joannes de Sossionde[3])
- 1579-1590[5] ou 1593[4] : Jacques Ier Maury (ou Jacobus)
- 17 mars 1599-25 juin 1617 :   Bertrand II d'Echaux[2] (ou Des Chaux[3])
- 1621[4] ou 1622[5]-1626[5] ou 1629[4] : Claude Des Marets de Rueil[2] (ou Claudius du Rueil[3])
- 1626[21] ou 1629[4] : Henri de Béthune (ou Henricus)
- 1629[4] ou 1630[5]-† mars 1637 : Raymond VI de Montaigne[2] (ou Raymundus de Montagne de Saint-Genès[3])
- 1637-1642[4] ou 26 juin 1643[5] : François V Fouquet
- 1643-† 8 février 1681 : Jean VII d'Olce[2] (ou Joannes Dolce[3])
- 1681[4] ou 23 mai 1682[5]-† 19 juin 1688 : Gaspard de Prielé[2] (ou Casparus de La Roque Priélé[3])
- 15 août 1688-† 6 août 1700 : Léon II de Lalanne[2] (ou de La Lane[3])
- 1er novembre 1700-23 avril 1707 : René François de Beauvau du Rivau
- 23 avril 1707-† décembre 1727 : André Dreuillet
- 22 août 1728-† 30 juin 1734 : Pierre Guillaume de La Vieuxville (ou Petrus-Guilielmus)
- 8 octobre 1735[3]-20 août 1741 : Jacques II Bonne Gigault de Bellefonds (ou Jacobus)
- 20 août 1741-20 avril 1745 : Christophe de Beaumont Du Repaire[22]
- 15 septembre 1745-† 13 octobre 1774 : Guillaume VI d'Arche[23] (ou Guilielmus)
- 1774-15 décembre 1783 : Jules Ferron de La Ferronays[2] (ou Julius-Basilus Féron de La Ferronays[3])
- 15 décembre 1783-1793 : Étienne-Joseph de Pavée de Villevieille[2] (ou Stephanus-Josephus de Pavec de Villevieille[3]), titulaire du siège jusqu'à sa mort intervenue en Espagne en 1794.

### Époque contemporaine
- 5 juillet 1802-† 17 février 1820 : Joseph-Jacques Loison
- 29 mai 1820 - 5 juillet 1830 : Paul-Thérèse-David d'Astros
- 16 mars 1830-23 janvier 1837 : Etienne-Bruno-Marie d'Arbou
- 10 août 1837-14 juin 1878 : François II Lacroix
- 8 juin 1878-16 avril 1887 : Arthur-Xavier Ducellier
- 16 avril 1887-9 août 1889 : François-Alfred Fleury-Hottot
- 7 décembre 1889-15 juin 1902 : François-Antoine Jauffret (eu)
- 21 février 1906-25 décembre 1933 : François-Xavier-Marie-Jules Gieure
- 24 décembre 1934-17 juillet 1939 : Henri-Jean Houbaut
- 6 octobre 1939-10 décembre 1943 : Edmond Vansteenberghe
- 24 juillet 1944-12 mai 1957 : Léon-Albert Terrier
- 6 août 1957-6 septembre 1963 : Paul Gouyon (Paul-Joseph-Marie Gouyon)
- 18 décembre 1963-13 juin 1986 : Jean-Paul Vincent (Jean-Paul-Marie Vincent)
- 13 juin 1986-15 octobre 2008 : Pierre Molères (Pierre-Jean-Marie-Marcel Molères)
- depuis le 15 octobre 2008 : Marc Aillet (Marc-Marie-Max Aillet)